# Piper rafflesii
Piper rafflesii är en pepparväxtart som beskrevs av C. Dc.. Piper rafflesii ingår i släktet Piper och familjen pepparväxter. Inga underarter finns listade i Catalogue of Life.